# Pjesma Eurovizije 2014.
59. Pjesma Eurovizije po redu održala se u Danskoj zahvaljujući prethodnoj pobjedi Emmelie de Forest koja je otpjevala pjesmu "Only Teardrops" i s 281 bodom donijela pobjedu Danskoj.
Prvi datumi za održavanje prve i druge poluzavršnice ovog natjecanja za Pjesmu Eurovizije bili su 6. i 8., a velika se završnica održala 10. svibnja 2014. godine.
Prijavljeno je 37 zemalja sudionica. Na press konferenciji koja se održala 10. svibnja 2013. u Malmöu Jon Ola Sand komentirao je da će se potruditi pozvati što više sudionica na ovo natjecanje, što je donekle i uspjelo. Datumi za dva polufinala određena su za 6. i 8. svibnja, dok je finale planirano za 10. svibnja 2014. godine, iako je sve trebalo biti tjedan kasnije, vraćeno je zbog izbora grada u kojem će se održati Eurosong.
Što se tiče sudionica i izvođača Valentina Monetta predstavljat će San Marino po treći put, i to treću godinu za redom. Poslije godine dana pauze na natjecanje se vraćaju Portugal, a Poljska se vraća nakon dvije godine pauze.
Što se tiče zemalja koje su odustale od natjecanja ove godine, tri su koje prvi puta odustaju od natjecanja, a to su Bugarska, Hrvatska, te Srbija, a treći put odustaje Cipar.
Po prvi puta otkad se natječu u finale su prošli Crna Gora i San Marino.
Pobijedila je predstavnica Austrije Conchita Wurst s osvojenih 290 bodova. Druga je Nizozemska s 238 bodova, treća Švedska s 218 bodova. Francuska je zadnja s osvojena 2 boda, ovo je ujedno i najgori plasman Francuske u 56 pojavljivanja na Eurosongu. Nakon nekoliko godina po prvi put je da je top 3 iz zapadnoga dijela Europe. Od velikih pet jedino je španjolska predstavnica Ruth Lorenzo uspjela doći u prvih 10.

## Mjesto održavanja
| Grad       | Ime dvorane                                          | Kapacitet       | Bilješke                                                                                                  |
| ---------- | ---------------------------------------------------- | --------------- | --- |
| Copenhagen | Parken Stadion                                       | 50 000          | Mjesto održavanja Eurovizije 2001. godine; odustalo se 28. 6. 2013. godine.                               |
| Copenhagen | B&W Hallerne                                         | 10 000          | Mjesto održavanja Eurosonga 2014. godine                                                                  |
| Copenhagen | Veliki šator na polju ispred sjedišta Danskog Radija | 10 000 - 15 000 | --- |
| Herning    | Jyske Bank Boxen                                     | 15 000          | Otvorena u listopadu 2010. godine, mjesto održavanja izbora za Pjesmu Eurovizije u siječnju 2013. godine. |
| Aalborg    | Gigantium                                            | 8 500           | Mjesto održavanja nacionalnoga izbora za Euroviziju 2012.                                                 |
| Fredericia | Messe C                                              | 8 000           | Odustali 26. 6. 2013. godine.                                                                             |
| Horsens    | Fængslet                                             | 13 000          | --- |

## Voditelji
Po prvi puta u povijesti show će voditi dva muška i jedna ženska osoba, a to su Lise Rønne, Nikolaj Koppel i Pilou Asbæk.

## Sponzori
Službeni sponzori natjecanja su:
- glavna danska telekomunikacijska tvrtka TDC
- njemačka kozmetička tvrtka Schwarzkopf
- danska turistička zajednica Visit Denmark

## Države sudionice
██ Zemlje finalisti
██ Zemlje koje su eliminirane u polufinalu
██ Zemlje koje su sudjelovale u prošlosti, no neće 2014.
██ Sudionici prvog polufinala
██ Sudionici drugog polufinala
██ Finalisti koji su glasovali u prvom polufinalu
██ Finalisti koji su glasovali u drugom polufinalu
do 7. ožujka 2014. (37)
Trideset i sedam država potvrdilo je da će se natjecati na Eurosong 2014. Osam država potvrdilo je da će odustati od natjecanja u Kopenhagenu, uključujući Andoru, Bosnu i Hercegovinu, Češku, Luksemburg, Monako, Maroko, Slovačku i Tursku. Po prvi puta odustaju Bugarska, Hrvatska i Srbija, dok je ovo Cipru treće odustajanje od Eurosonga. Nakon godine dana povratak su potvrdili Portugal i Poljska nakon dvije godine pauze.

### Izvođači povratnici
| Država              | Izvođač            | Prijašnji nastup(i) |
| ------------------- | ------------------ | ------------------- |
| San Marino          | Valentina Monetta  | 2012., 2013.        |
| Sjeverna Makedonija | Tamara Todevska    | 2008.               |
| Rumunjska           | Paula Seling & Ovi | 2010.               |
| Rusija              | Tolmachevy Sisters | DpE 2006.           |
| Litva               | Šarūnas Kirdeikis  | 2010.               |
| Crna Gora           | Martina Majerle    | 2009.               |

### Prvo polufinale
Španjolska, Francuska i Danska glasuju u ovom polufinalu. Najboljih 10 idu u finale.
| #   | Država      | Jezik       | Izvođač              | Pjesma               | Prijevod             | Pozicija | Bodovi |
| --- | ----------- | ----------- | -------------------- | -------------------- | -------------------- | -------- | ------ |
| 01. | Armenija    | engleski    | Aram Mp3             | Not Alone            | Nisu sami            | 04.      | 121    |
| 02. | Latvija     | engleski    | Aarzemnieki          | Cake to Bake         | Ispeči kolačiće      | 13.      | 33     |
| 03. | Estonija    | engleski    | Tanja                | Amazing              | Predivno             | 12.      | 36     |
| 04. | Švedska     | engleski    | Sanna Nielsen        | Undo                 | Poništiti            | 02.      | 131    |
| 05. | Island      | engleski    | Pollapönk            | No Prejudice         | Bez predrasuda       | 08.      | 61     |
| 06. | Albanija    | engleski    | Hersi Matmuja        | One Night's Anger    | Gnjev noći           | 15.      | 22     |
| 07. | Rusija      | engleski    | The Tolmachevy Twins | Shine                | Sjaj                 | 06.      | 63     |
| 08. | Azerbajdžan | engleski    | Dilara Kazimova      | Start a Fire         | Zapali Vatru         | 09.      | 57     |
| 09. | Ukrajina    | engleski    | Marija Jaremčuk      | Tick-Tock            | ---                  | 05.      | 118    |
| 10. | Belgija     | engleski    | Axel Hirsoux         | Mother               | Majka                | 14.      | 28     |
| 11. | Moldavija   | engleski    | Cristina Scarlat     | Wild Soul            | Divlja duša          | 16.      | 13     |
| 12. | San Marino  | engleski    | Valentina Monetta    | Maybe                | Možda                | 10.      | 40     |
| 13. | Portugal    | portugalski | Suzy                 | Quero ser tua        | Želim biti tvoja     | 11.      | 39     |
| 14. | Nizozemska  | engleski    | The Common Linnets   | Calm After The Storm | Tišina poslije oluje | 01.      | 150    |
| 15. | Crna Gora   | crnogorski  | Sergej Ćetković      | Moj svijet           |                      | 07.      | 63     |
| 16. | Mađarska    | engleski    | Kállay-Saunders      | Running              | Bježi                | 03.      | 127    |

### Drugo polufinale
Njemačka, Italija i Ujedinjeno Kraljevstvo glasuju u ovom polufinalu. Najboljih 10 idu u finale.
| #   | Država              | Jezik               | Izvođač                        | Pjesma                       | Prijevod                | Pozicija | Bodovi |
| --- | ------------------- | ------------------- | ------------------------------ | ---------------------------- | ----------------------- | -------- | ------ |
| 01. | Malta               | engleski            | Firelight                      | Coming Home                  | Povratak                | 09.      | 63     |
| 02. | Izrael              | hebrejski, engleski | Mei Feingold                   | Same Heart                   | Isto srce               | 14.      | 19     |
| 03. | Norveška            | engleski            | Carl Espen                     | Silent Storm                 | Tiha Oluja              | 06.      | 77     |
| 04. | Gruzija             | engleski            | The Shin and Mariko            | Three Minutes to Earth       | Tri minute do Zemlje    | 15.      | 15     |
| 05. | Poljska             | poljski, engleski   | Donatan & Cleo                 | My Słowianie - We Are Slavic | Mi smo Slaveni          | 08.      | 70     |
| 06. | Austrija            | engleski            | Conchita Wurst                 | Rise Like a Phoenix          | Uzdignuti se kao Feniks | 01.      | 169    |
| 07. | Litva               | engleski            | Vilija Matačiūnaitė            | Attention                    | Upozorenje              | 11.      | 36     |
| 08. | Finska              | engleski            | Softengine                     | Something Better             | Nešto bolje             | 03.      | 97     |
| 09. | Irska               | engleski            | Can-Linn feat. Kasey Smith     | Heartbeat                    | Otkucaj srca            | 12.      | 35     |
| 10. | Bjelorusija         | engleski            | TEO                            | Cheesecake                   | ---                     | 05.      | 87     |
| 11. | Sjeverna Makedonija | engleski            | Tijana Dapčević                | To the Sky                   | Do neba                 | 13.      | 33     |
| 12. | Švicarska           | engleski            | Sebalter                       | Hunter of Stars              | ---                     | 04.      | 92     |
| 13. | Grčka               | engleski            | Freaky Fortune feat. RiskyKidd | Rise Up                      |                         | 07.      | 74     |
| 14. | Slovenija           | slovenski, engleski | Tinkara Kovač                  | Spet/Round and Round         | Opet                    | 10.      | 52     |
| 15. | Rumunjska           | engleski            | Paula Seling and Ovi           | Miracle                      | Čudo                    | 02.      | 125    |

## Finalisti
| #   | Država                 | Jezik                | Izvođač                        | Pjesma                       | Prijevod                | Pozicija | Bodovi |
| --- | ---------------------- | -------------------- | ------------------------------ | ---------------------------- | ----------------------- | -------- | ------ |
| 01. | Ukrajina               | engleski             | Mariya Yaremchuk               | Tick-Tock                    | ---                     | 06.      | 113    |
| 02. | Bjelorusija            | engleski             | TEO                            | Cheesecake                   | ---                     | 16.      | 43     |
| 03. | Azerbajdžan            | engleski             | Dilara Kazimova                | Start a Fire                 | Zapali Vatru            | 21.      | 33     |
| 04. | Island                 | engleski             | Pollapönk                      | No Prejudice                 | Bez predrasuda          | 15.      | 58     |
| 05. | Norveška               | engleski             | Carl Espen                     | Silent Storm                 | Tiha Oluja              | 08.      | 88     |
| 06. | Rumunjska              | engleski             | Paula Seling and Ovi           | Miracle                      | Čudo                    | 11.      | 72     |
| 07. | Armenija               | engleski             | Aram Mp3                       | Not Alone                    | Nisu sami               | 04.      | 174    |
| 08. | Crna Gora              | crnogorski           | Sergej Ćetković                | Moj svijet                   |                         | 19.      | 37     |
| 09. | Poljska                | poljski, engleski    | Donatan & Cleo                 | My Słowianie - We Are Slavic | Mi smo Slaveni          | 14.      | 62     |
| 10. | Grčka                  | engleski             | Freaky Fortune feat. RiskyKidd | Rise Up                      |                         | 20.      | 35     |
| 11. | Austrija               | engleski             | Conchita Wurst                 | Rise Like a Phoenix          | Uzdignuti se kao Feniks | 01.      | 290    |
| 12. | Njemačka               | engleski             | Elaiza                         | Is It Right                  | Je li istina            | 18.      | 39     |
| 13. | Švedska                | engleski             | Sanna Nielsen                  | Undo                         | Poništiti               | 03.      | 218    |
| 14. | Francuska              | francuski            | Twin Twin                      | "Moustache"                  | Brkovi                  | 26.      | 2      |
| 15. | Rusija                 | engleski             | The Tolmachevy Twins           | Shine                        | Sjaj                    | 07.      | 89     |
| 16. | Italija                | talijanski           | Emma Marrone                   | "La mia città"               | Moj grad                | 21.      | 33     |
| 17. | Slovenija              | slovenski, engleski  | Tinkara Kovač                  | Spet/Round and Round         | Opet                    | 25.      | 9      |
| 18. | Finska                 | engleski             | Softengine                     | Something Better             | Nešto bolje             | 11.      | 72     |
| 19. | Španjolska             | engleski, španjolski | Ruth Lorenzo                   | Dancing in the Rain          | Ples na kiši            | 09.      | 74     |
| 20. | Švicarska              | engleski             | Sebalter                       | Hunter of Stars              | Lovac na zvijezde       | 13.      | 64     |
| 21. | Mađarska               | engleski             | Kállay-Saunders                | Running                      | Bježi                   | 05.      | 143    |
| 22. | Malta                  | engleski             | Firelight                      | Coming Home                  | Povratak                | 23.      | 32     |
| 23. | Danska                 | engleski             | Basim                          | Cliche Love Song             | Kliše ljubavne pjesme   | 09.      | 74     |
| 24. | Nizozemska             | engleski             | The Common Linnets             | Calm After The Storm         | Tišina poslije oluje    | 02.      | 238    |
| 25. | San Marino             | engleski             | Valentina Monetta              | Maybe                        | Možda                   | 24.      | 14     |
| 26. | Ujedinjeno Kraljevstvo | engleski             | Molly Smitten-Downes           | "Children of the Universe"   | Djeca svemira           | 17.      | 40     |

## 12 bodova
| Broj | Državi      | Država(e) koje su dale |
| ---- | ----------- | --- |
| 13   | Austrija    | Belgja, Finska, Grčka, Irska, Izrael, Italija, Nizozemska, Portugal, Slovenija, Španjolska, Švedska, Švicarska, Ujedinjeno Kraljevstvo |
| 8    | Nizozemska  | Estonija, Njemačka,Mađarska, Island, Latvija, Litvanija, Norveška, Poljska                                                             |
| 3    | Švedska     | Danska, Rumunjska, Ukrajina |
| 3    | Armenija    | Austrija, Francuska, Gruzija |
| 2    | Crna Gora   | Armenija, Makedonija |
| 2    | Rusija      | Azerbajdžan, Bjelorusija |
| 1    | Italija     | Malta |
| 1    | Azerbajdžan | San Marino |
| 1    | Bjelorusija | Rusija |
| 1    | Rumunjska   | Moldova |
| 1    | Španjolska  | Albanija |
| 1    | Mađarska    | Crna Gora |

## Države koje sigurno ne sudjeluju
- Andora[54]
- Bosna i Hercegovina
- Bugarska - Bugarska Radiotelevizija (BNT) izpočetka se nadala da će poslati nekoga u Kopenhagen, no 22. studenog 2013. službeno je da se Bugarska neće natjecati, razlog su kao i mnogim ostalim državama financijski problemi.[55]
- Cipar - Ciparska Radiotelevizija (CyBC) potvrdila je 3. listopada 2013. godine da se neće natjecati ove godine zbog financijskih problema koji pogađaju zemlju,[11] međutim pojavila se mogućnost nastupa, jer se prijavila ciparska Sigma TV koja bi financirala Ciparsku Radioteleviziju kao što je to prošle godine za Grčku Radioteleviziju napravila televizijska kuća MAD TV.[56]
- Češka - Češka televizija (ČR) je komentirala da nema nikakvih planova vraćati se na ovo natjecanje.[57]
- Hrvatska - HRT potvrdila je 19. rujna 2013. da će napraviti pauzu, navode se dva razloga, financijski razlog, te loš plasman, odnosno ne ulazak u finale u razdoblju od 2010. godine pa sve do 2013. godine. Posljednji put Hrvatska je bila u finalu 2009. godine.[9]
- Luksemburg - Alain Berwich, izvršni producent nacionalne televizije RTL nedavno je izjavio da ne bi bilo nikakvih problema da se Luksemburg vrati u natjecanje, no na kraju je ova država odustala.[58]
- Maroko[59]
- Monako - Monaška Radiotelevizija (Télé Monte Carlo) objavio je na Eurovizijskoj web stranici da se nemaju planova pojavljivati u Kopenhagenu.[60]
- Srbija - Radiotelevizija Srbije odlučila je da se neće ići u Kopenhagen zbog financijskih problema.[10]
- Slovačka - Propuštaju natjecanje i ove godine.[61]
- Slovenija - unatoč lošim rezultatima posljednje dvije godine,vrlo je moguće da će Slovenija uskoro potvrditi svoj nastup na natjecanju.[62]
- Turska - Odustaju od natjecanja, a razlog je isti kao i prošle godine, Velikih Pet.[63] Odustajanje je službeno potvrđeno 7. studenog 2013. godine.[64]

## Ostale zemlje
- Kosovo - Kosovski zamjenik ministra vanjskih poslova Petrit Selimi izjavio je za švedski televizijski program Korrespondenterna kako je očekivao da će Kosovu biti odobreno članstvo u EBU-u i da će se nakon toga moći natjecati na Euroviziji 2014.[65][66] Međutim, Kosovo i dalje nije priznato kao neovisna država od strane Međunarodne telekomunikacijske Unije što je uvjet za punopravno članstvo EBU-a.[67]
- Kazahstan - U tijeku su pregovaranja za ulazak u EBU, a ako uđu do posljednjih rokova, velike su šanse da se i još jedna istočnoeuropska država natječe.[68]
- Lihtenštajn - Prošle godine ova mala državica se nadala za ulazak u natjecanje, međutim zbog financijskih problema 1FLTV je odlučio odustati, no ove godine, ako se pronađu sredstva, Lihtenštajn je voljan debitirati.[69]

- Grčka - Grčki parlament je najavio da će ugasiti Nacionalnu radioteleviziju, stoga je natjecanje 2014. godine upitno za ovu, inače veoma uspješnu zemlju.[70] 
24. studenoga - još se čeka potvrda za natjecanje, moguće su i neke iznimke oko financiranja, kao što je to bilo slučaj i prošle godine s istom zemljom.[71] Dana 9. siječnja 2014., Grčka je pristala na natjecanje.[72]

## Komentatori
- Albanija - Andri Xhahu > TVSH, RTSH Muzikë i Radio Tirana (sve)
- Armenija - TBA2
- Australija - Julia Zemiro i Sam Pang > SBS One1
- Austrija - Andi Knoll > ORF eins (sve)
- Azerbajdžan - TBA2
- Bjelorusija - Evgeny Perlin > Belarus-1 i Belarus-24 (sve)
- Belgija - nizozemski: Peter Van de Veire and Eva Daeleman > één i Radio 2, sve 
 francuski: Jean-Louis Lahaye i Maureen Louys > La Une (sve)
- Cipar - Melina Karageorgiou > RIK 1  (sve)
- Crna Gora - TBA2
- Danska - Ole Tøpholm > DR1 (sve)
- Estonija - Marko Reikop > 'ETV (sve)
- Finska - finski: Jorma Hietamäki i Sanna Pirkkalainen > YLE Tv 2 i YLE Radio Suomi (sve) 
 švedski: Eva Frantz i Johan Lindroos > Yle TV2 i Yle Radio Vega (sve)
- Francuska - Audrey Chauveau and Bruno Berberes  > France Ô (prvo polufinale) 
 Cyril Féraud & Natasha St-Pier > France 3 (finale)
- Gruzija - TBA > GBP prvi kanal
- Grčka - Maria Kozakou > NERIT (sve) & Giorgos Kapoutzidis NERIT (finale)
- Hrvatska - Aleksandar Kostadinov > HRT 1  (finale) i Hrvatski Radio 2 (finale)
- Island - TBA2
- Irska - Marty Whelan > RTÉ Two(polufinala) & RTÉ One (finale)
- Izrael - TBA2
- Italija - Marco Ardemagni and Filippo Solibello > RAI 4 (polufinala) 
 Linus and Nicola Savino > RAI2 (finale)
- Kanada - TBA2
- Kazahstan - Diana Snegina i Kaldybek Zhaysanbay > Khabar (sve)
- Latvija - TBA2 > LTV1 (sve)
- Litva - TBA2
- Mađarska - Gábor Gundel Takács > M1 (sve)
- Sjeverna Makedonija - TBA2
- Malta - TBA2
- Moldavija - TBA2
- Nizozemska - Cornald Maas i Jan Smit > Nederland 1 (sve)
- Njemačka - Peter Urban > EinsPlus (sve) -- Phoenix (polufinala) --  Das Erste (finale)
- Norveška - Olav Viksmo Slettan > NRK1 (sve)
- Poljska - TBA1 > TVP1 i TVP Polonia  (sve)
- Portugal - Sónia Araújo > RTP1 (sve)
- Rusija - TBA2
- San Marino - Lia Fiorio i Gigi Restivo > SMtv San Marino (sve) i Radio San Marino (sve)
- Srbija - TBA2 > RTS (sve)
- Slovenija - TBA2
- Španjolska - José María Íñigo > La 2 (La Dos) (prvo pulufinale) 
 La 1 i La 1 HD (finale)
- Švedska - Malin Olsson i Edward af Sillén > SVT1 (sve)
- Švicarska - njemački: Sven Epiney > SRF zwei (polufinala), SRF 1 (finale) 
 talijanski:Sandy Altermatt i Alessandro Bertoglio > RSI La 2 (drugo polufinale), RSI La 1 (finale) 
 francuski:Jean-Marc Richard i Valérie Ogie > RTS Deux (drugo polufinale), RTS Un (finale)
- Ujedinjeno Kraljevstvo - Scott Mills i Laura Whitmore > BBC Three (polufinala) 
 Graham Norton > BBC One (finale) 
 Ken Bruce > BBC Radio 2 (finale)
- Ukrajina - TBA2

1.^  Special Broadcasting Service
2.^  U prijevodu znači Bit će najavljen

## Vanjske poveznice
- Službena stranica Eurovizije 2013. (engl.)
- Službena stranica Eurovizije (engl.)
- Hrvatska eurovizijska stranica
- Facebook stranica